# 精神貴族
精神貴族（せいしんきぞく）とは、
- 貴族であるかいなかに関わらず、貴族精神(ノブレス・オブリージュ)を持った個人及びその集団のこと。精神的貴族、文化貴族とも。
- 日本の歌手 兼田みえ子の楽曲のひとつ。

## 新興勢力としての精神貴族
精神貴族或いは精神的貴族とは、近代民主主義の発展の過程で浮上してきた概念である。
19世紀のフランスではブルジョワ階級を呼ぶ概念としても用いられるなど、当初は様々な意味を持った。当時のフランス社会では、ブルジョワ階級が社会的に台頭する中で、自らが支配層に据わる正当性を主張する目的で非実学的な教養に投資することで「精神の受爵<anoblissement de l'esprit>」「知性の貴族政<aristocratie intellectuelle>」「文化貴族<noblesse culturelle>」といった存在となることを望むようになった。当時のフランス文学ではこうした新興の精神貴族と伝統的な世襲貴族が互いのコンプレックスを刺激・けん制しあう模様を描いている。

## 民主主義社会における精神的貴族主義
しかし、今日語られる精神貴族あるいは精神的貴族とは、新興の知識階級を指すものではなく、民主主義社会において、ノブレス・オブリージュを尊ぶ、より道徳的な人物像を指す概念である。スペインの哲学者 ホセ・オルテガ・イ・ガセットが1929年に著した『大衆の反逆』の中で、大衆と権力との関わりを論じ、大衆とは、自らを特別な理由によって良いとも悪いとも評価せず、自らが他人と同様であることに苦痛を覚えず、自らと他人が同一であることをかえって良しとする人々全部を指すものだと定義。その中で「高貴な人」について選ばれた人とは、自らより優れた存在を規範とし、自ら訴えることが必要であると心底から思い、その規範のために奉仕する人だと規定した。さらにオルテガは、高貴さは権利ではなく、自らの要求と義務によって定義され、高貴な身分は義務を伴うものだとし、民主主義社会においても貴族主義的な要素も必要であるとの見解を示している。
ドイツの哲学者 カール・ヤスパースもまた、大学教育を対象として、一般大衆と精神貴族を区別し、大学教育は精神貴族のために行うべきと論じ、実情は学生大衆といわれる学生が多く、大学の学校化が起きていると指摘した。
日本でも1910年（明治43年）、第一高等学校第二期寄宿寮創立20周年に際して、卒業生でもある教育学者の吉田熊次が自分たち高等学校生・卒業生を精神上の貴族に例え、そのエリート意識の重要性を説いたことにも見えるように、戦前の高等学校や帝国大学などには精神的貴族主義的な気分があり、学歴貴族ともいうべき観念を醸成した。また、戦後民主主義について多くの論考を遺した政治学者で思想史家の丸山眞男の主張にも、日本の民主主義を戦前の「重臣イデオロギー」へのアンチテーゼとして捉えつつ、その精神的貴族主義を引き継ぐ視点が見られる。丸山は、著書『日本の思想』の中で、現代の知的世界で切実に不足し、最も要求されることとして、ラディカルな精神的貴族主義が民主主義と内面で結びついていくことだと述べ、民主主義における精神的貴族主義的要素の必要性に言及している。戦後、学習院長となった元貴族院勅選議員・元文部大臣安倍能成もまた学習院大学の学生に対し、「精神的貴族であれ」と諭している他、近年、日本生命保険相談役の宇野郁夫も社会リーダーの資質として精神的貴族であることを挙げている。このように、精神貴族という概念は現代日本の教育者や企業経営者の中で若い世代へのアドバイスに、比喩としてしばしば用いられる。また、弁護士で伊藤塾塾長の伊藤真は、東京弁護士会の機関紙『LIBRA』の2020年3月号に寄稿した中で、自身の司法修習生時代に刑事裁判の教官から「裁判官は精神貴族だ」との講義があり、とても惹かれたが「裁判官が精神貴族ではなく官僚になってしまっている姿をいくつも見てきた。」と回顧している。
また、中国でも2012年、『人民日報』のニュースにおいて、インターネット上で「貴族」という表現を用いて、マナーの向上を呼び掛ける議論があり、インターネットを中心に熱心な議論を呼んだことが報じられた。

### 文献資料
- 竹内洋『学歴貴族の栄光と挫折』中央公論新社〈日本の近代 12〉、1999年。ISBN 4124901127。 NCID BA40897595。
- 寺田和夫訳『大衆の反逆』（中央公論社、2002年）ISBN 412160024X
- 中野知律「文学教養--十九世紀末フランスにおいて作家になるということ」『社会学研究』第41号、一橋大学、2003年、271-317頁、doi:10.15057/9509、ISSN 05597102、NAID 110007623929。
- 松田幸子「一般大衆と精神貴族 : ヤスパース実存哲学における」『紀要』第16号、上田女子短期大学、1993年3月、A1-A8、ISSN 0911-4238、NAID 110006406583。
- 丸山眞男著『日本の思想』(岩波書店、1961年) ISBN 400412039X
- 三谷太一郎『学問は現実にいかに関わるか』東京大学出版会、2013年。ISBN 9784130033367。 NCID BB11702827。

### 雑誌資料
- 『PRESIDENT 2010年8月30日号 』(プレジデント社、2010年)
- 『学習院広報第70号』(学習院大学、2003年)
- 『LIBRA』(東京弁護士会、2020年3月号)

### インターネット資料
- 「中国式精神貴族」めぐりネット上で激しい議論」『人民日報』2012年10月14日配信